# Jongerenklassement Ronde van Frankrijk
Het jongerenklassement in de Ronde van Frankrijk is een klassement van jonge wielrenners geklasseerd op tijd, geïntroduceerd in 1975. Sinds 1987 doen wielrenners die het gehele jaar jonger zijn dan 26 mee. De witte trui is het koersshirt dat door de leider van het klassement gedragen wordt, waardoor deze als zodanig herkenbaar is. Van 1989 tot 1999 werd het klassement zonder deze trui gereden.

## Voorgeschiedenis
In 1968 werd het "gouden pijl"-klassement gehouden, een klassement voor neo-professionals (eerste of tweede jaar professioneel), gebaseerd op punten. Dit werd gewonnen door de Belg Georges Pintens. In 1970 en 1971 werd de Grote Prijs der Jongeren gehouden. In 1970 was de Nederlander Joop Zoetemelk de winnaar, in 1971 Mogens Frey.

## Achtergrond
Het jongerenklassement werd in 1975 ingevoerd. De witte trui werd overgenomen van het combinatieklassement (1968–1974), dat (tijdelijk) werd afgeschaft. De regels om in aanmerking te komen voor dit klassement zijn niet altijd hetzelfde geweest. Tussen 1983 en 1985 was het een klassement voor debutanten, maar sinds 1987 is het een klassement voor renners die het gehele kalenderjaar 25 jaar of jonger zijn. In de Ronde van Frankrijk 2015 gold het klassement dus voor alle renners geboren op of na 1 januari 1990.
Van 1989 tot en met 1999 was er wel een jongerenklassement, maar geen witte trui. Zeven keer won de winnaar van het jongerenklassement ook de Ronde van Frankrijk zelf: Laurent Fignon in 1983, Jan Ullrich in 1997, Alberto Contador in 2007, Egan Bernal in 2019 en Tadej Pogačar in 2020 en 2021; de winnaar van het jongerenklassement in 2010, Andy Schleck, kreeg in 2012 met terugwerkende kracht alsnog de gele trui van 2010 na een schorsing van Alberto Contador wegens dopinggebruik. Marco Pantani, Greg LeMond, Jan Ullrich, Alberto Contador en Andy Schleck zijn de enige winnaars van het jongerenklassement die later nog de Tour wonnen.
Sinds 2023 is de Sloveen Tadej Pogačar recordhouder wat overwinningen in het jongerenklassement betreft: hij won vier maal op rij, in 2020, 2021, 2022 en 2023. Twee renners wisten driemaal de jongerentrui in de wacht te slepen, ook allen in successie: Jan Ullrich lukte dat als eerste in de jaren 1996, 1997 en 1998. Andy Schleck volgde zijn voorbeeld door in 2009, 2010 en 2011 te zegevieren. Marco Pantani en Nairo Quintana wonnen elk de witte trui tweemaal. Pantani deed dat twee keer achter elkaar, in 1994 en 1995, Quintana flikte dat kunstje met een jaartje ertussenin, hij stond met het wit om de schouders in Parijs in 2013 en 2015.
Van alle landen stond Frankrijk het vaakst met het wit in handen in Parijs. Achtmaal lukte het een Fransman om in eigen land primus te zijn in het jongerenklassement. Nederland, Spanje, Italië en Colombia volgen op gepaste afstand met elk vijf witte truien. Duitsland en Slovenië wisten er vier te winnen, terwijl de beste jongere driemaal uit de Verenigde Staten en Luxemburg kwam. Ook Rusland en het Verenigd Koninkrijk wonnen het wit meer dan een keer, zij staan vooralsnog op twee. Daarnaast staan ook Mexico, Australië en Oekraïne in het lijstje met elk een witte trui.

## Lijst van winnaars
| Jaar | Winnaar                  | Land                |
| ---- | ------------------------ | ------------------- |
| 1975 | Francesco Moser          | Italië              |
| 1976 | Enrique Martínez Heredia | Spanje              |
| 1977 | Dietrich Thurau          | Duitsland           |
| 1978 | Henk Lubberding          | Nederland           |
| 1979 | Jean-René Bernaudeau     | Frankrijk           |
| 1980 | Johan van der Velde      | Nederland           |
| 1981 | Peter Winnen             | Nederland           |
| 1982 | Phil Anderson            | Australië           |
| 1983 | Laurent Fignon           | Frankrijk           |
| 1984 | Greg LeMond              | Verenigde Staten    |
| 1985 | Fabio Parra              | Colombia            |
| 1986 | Andy Hampsten            | Verenigde Staten    |
| 1987 | Raúl Alcalá              | Mexico              |
| 1988 | Erik Breukink            | Nederland           |
| 1989 | Fabrice Philipot         | Frankrijk           |
| 1990 | Gilles Delion            | Frankrijk           |
| 1991 | Alvaro Mejia             | Colombia            |
| 1992 | Eddy Bouwmans            | Nederland           |
| 1993 | Antonio Martín           | Spanje              |
| 1994 | Marco Pantani            | Italië              |
| 1995 | Marco Pantani            | Italië              |
| 1996 | Jan Ullrich              | Duitsland           |
| 1997 | Jan Ullrich              | Duitsland           |
| 1998 | Jan Ullrich              | Duitsland           |
| 1999 | Benoît Salmon            | Frankrijk           |
| 2000 | Francisco Mancebo        | Spanje              |
| 2001 | Óscar Sevilla            | Spanje              |
| 2002 | Ivan Basso               | Italië              |
| 2003 | Denis Mensjov            | Rusland             |
| 2004 | Vladimir Karpets         | Rusland             |
| 2005 | Jaroslav Popovytsj       | Oekraïne            |
| 2006 | Damiano Cunego           | Italië              |
| 2007 | Alberto Contador         | Spanje              |
| 2008 | Andy Schleck             | Luxemburg           |
| 2009 | Andy Schleck             | Luxemburg           |
| 2010 | Andy Schleck             | Luxemburg           |
| 2011 | Pierre Rolland           | Frankrijk           |
| 2012 | Tejay van Garderen       | Verenigde Staten    |
| 2013 | Nairo Quintana           | Colombia            |
| 2014 | Thibaut Pinot            | Frankrijk           |
| 2015 | Nairo Quintana           | Colombia            |
| 2016 | Adam Yates               | Verenigd Koninkrijk |
| 2017 | Simon Yates              | Verenigd Koninkrijk |
| 2018 | Pierre Latour            | Frankrijk           |
| 2019 | Egan Bernal              | Colombia            |
| 2020 | Tadej Pogačar            | Slovenië            |
| 2021 | Tadej Pogačar            | Slovenië            |
| 2022 | Tadej Pogačar            | Slovenië            |
| 2023 | Tadej Pogačar            | Slovenië            |
| 2024 | Remco Evenepoel          | België              |
| 2025 | Florian Lipowitz         | Duitsland           |

### Meervoudige winnaars
Renners in het cursief gedrukt zijn renners die nu nog actief zijn.
| Overwinningen | Renner         | Land      | Jaren                     |
| ------------- | -------------- | --------- | ------------------------- |
| 4             | Tadej Pogačar  | Slovenië  | 2020 + 2021 + 2022 + 2023 |
| 3             | Andy Schleck   | Luxemburg | 2008 + 2009 + 2010        |
| 3             | Jan Ullrich    | Duitsland | 1996 + 1997 + 1998        |
| 2             | Marco Pantani  | Italië    | 1994 + 1995               |
| 2             | Nairo Quintana | Colombia  | 2013 + 2015               |

### Overwinningen per land
| Overwinningen | Land                                           |
| ------------- | ---------------------------------------------- |
| 8             | Frankrijk                                      |
| 5             | Duitsland, Colombia, Italië, Nederland, Spanje |
| 4             | Slovenië                                       |
| 3             | Luxemburg, Verenigde Staten                    |
| 2             | Rusland, Verenigd Koninkrijk                   |
| 1             | Australië, Mexico, Oekraïne, België            |